# Anger Management Tour
Tournées par Eminem
Up in Smoke Tour
(2000) The Recovery Tour
(2010-2012)
Anger Management Tour est la première tournée mondiale du rappeur américain Eminem. Elle a débuté en octobre 2000 après la sortie du troisième album d'Eminem, The Marshall Mathers LP et s'est achevé en août 2005 après l'annulation de douze concerts en Europe. Au total, 116 concerts furent donnés par Eminem et de nombreux invités tels que Dr.Dre, Snoop Dogg, 50 Cent, Jay-Z, Linkin Park ou encore Marilyn Manson. 

## Présentation
La tournée a débuté le 19 octobre 2000 à East Rutherford dans le New Jersey à la suite de la sortie internationale de l'album The Marshall Mathers LP, le troisième album d'Eminem. L'opus rencontra un très grand succès partout dans le monde et notamment aux États-Unis où l'album s'écoula a plus de 1,76 million de copies en une semaine. Jusqu'en décembre 2000, le rappeur se concentra à la tournée nord-américaine avec des concerts à Washington D.C., Detroit ou encore à Houston. En février 2001, Eminem enchaîna 9 concerts en 9 jours au cours de sa tournée européenne. Il se produisit pour la première fois en France le 7 février 2001 au Palais omnisports de Paris-Bercy. En 2002, à l'occasion de la sortie de son quatrième album, The Eminem Show, le rappeur se produisit exclusivement dans son pays natal, les États-Unis. Deux clips vidéos ont été tirés de cette tournée, Sing for the Moment et When The Music Stops, chansons issues de l'album The Eminem Show. Au printemps 2003, Eminem effectua ses premiers concerts en Asie, dans la capitale japonaise, Tokyo. Il fut par la suite de retour en Europe avec un nouveau concert à Paris et d'autres à Amsterdam, Glasgow ou encore Hambourg. En 2005, Eminem reprend sa tournée nord-américaine avec des concerts de prestige à Detroit ou encore dans le Madison Square Garden de New York. Pour le mois de septembre, Eminem avait prévu 12 dates en Europe dont une au Stade de France et une autre à Murrayfield à Édimbourg mais il fut contraint de les annuler pour cause de dépression.

## Dates et lieux de concerts
(septembre 2021).
1re édition
États-Unis : Limp Bizkit, Eminem (jusqu'au 21 novembre), Papa Roach (jusqu'au 21 novembre), Xzibit (jusqu'au 21 novembre), DMX (à partir du 24 novembre), Godsmack (à partir du 24 novembre), Sinisstar (à partir du 24 novembre)
Europe 2001: Eminem, Xzibit, OutKast
Europe 2001: Limp Bizkit, Godsmack
| Date              | Ville               | Pays                                    | Salle                            |
| ----------------- | ------------------- | --------------------------------------- | -------------------------------- |
| Amérique du Nord  |                     |                                         |                                  |
| Octobre 19, 2000  | East Rutherford     | États-Unis                              | Continental Airlines Arena       |
| Octobre 20, 2000  | East Rutherford     | États-Unis                              | Continental Airlines Arena       |
| Octobre 21, 2000  | Buffalo             | États-Unis                              | HSBC Arena                       |
| Octobre 22, 2000  | Worcester           | États-Unis                              | Worcester's Centrum Centre       |
| Octobre 26, 2000  | Toronto             | Canada                                  | SkyDome                          |
| Octobre 27, 2000  | Montréal            | Canada                                  | Molson Centre                    |
| Octobre 28, 2000  | La Nouvelle-Orléans | Los Angeles                             | New Orleans Arena                |
| Octobre 29, 2000  | Auburn Hills        | États-Unis                              | The Palace of Auburn Hills       |
| Octobre 30, 2000  | Rosemont            | Allstate Arena                          |                                  |
| Novembre 1, 2000  | Milwaukee           | Bradley Center                          |                                  |
| Novembre 2, 2000  | Champaign           | Assembly Hall                           |                                  |
| Novembre 3, 2000  | Indianapolis        | Conseco Fieldhouse                      |                                  |
| Novembre 5, 2000  | Moline              | The MARK of the Quad Cities             |                                  |
| Novembre 6, 2000  | St. Louis           | Savvis Center                           |                                  |
| Novembre 8, 2000  | Minneapolis         | Target Center                           |                                  |
| Novembre 10, 2000 | Denver              | Pepsi Center                            |                                  |
| Novembre 13, 2000 | Tacoma              | Tacoma Dome                             |                                  |
| Novembre 14, 2000 | Portland            | Rose Garden Arena                       |                                  |
| Novembre 17, 2000 | Daly City           | Cow Palace                              |                                  |
| Novembre 18, 2000 | Sacramento          | ARCO Arena                              |                                  |
| Novembre 21, 2000 | Anaheim             | Arrowhead Pond of Anaheim               |                                  |
| Novembre 24, 2000 | Inglewood           | Great Western Forum                     |                                  |
| Novembre 26, 2000 | San Diego           | San Diego Sports Arena                  |                                  |
| Novembre 28, 2000 | San Antonio         | Alamodome                               |                                  |
| Novembre 29, 2000 | Houston             | Compaq Center                           |                                  |
| Novembre 30, 2000 | Dallas              | Reunion Arena                           |                                  |
| Décembre 2, 2000  | La Nouvelle-Orléans | New Orleans Arena                       |                                  |
| Décembre 3, 2000  | Birmingham          | BJCC Arena                              |                                  |
| Décembre 5, 2000  | Columbus            | Value City Arena                        |                                  |
| Décembre 6, 2000  | Lexington           | Rupp Arena                              |                                  |
| Décembre 7, 2000  | Détroit             | Joe Louis Arena                         |                                  |
| Décembre 9, 2000  | Hartford            | Hartford Civic Center                   |                                  |
| Décembre 10, 2000 | Washington, D.C.    | MCI Center                              |                                  |
| Décembre 11, 2000 | Albany              | Pepsi Arena                             |                                  |
| Décembre 13, 2000 | Greensboro          | Greensboro Coliseum                     |                                  |
| Décembre 14, 2000 | Greenville          | BI-LO Center                            |                                  |
| Décembre 15, 2000 | Charlotte           | Charlotte Coliseum                      |                                  |
| Décembre 17, 2000 | Tampa               | Ice Palace                              |                                  |
| Décembre 18, 2000 | Sunrise             | National Car Rental Center              |                                  |
| Décembre 19, 2000 | Jacksonville        | Jacksonville Veterans Memorial Coliseum |                                  |
| Europe            |                     |                                         |                                  |
| Février 2, 2001   | Hambourg            | Allemagne                               | Alsterdorfer Sporthalle          |
| Février 3, 2001   | Oslo                | Norvège                                 | Oslo Spektrum                    |
| Février 4, 2001   | Stockholm           | Suède                                   | Stockholm Globe Arena            |
| Février 5, 2001   | Rotterdam           | Pays-Bas                                | Rotterdam Ahoy                   |
| Février 6, 2001   | Bruxelles           | Belgique                                | Forest National                  |
| Février 7, 2001   | Paris               | France                                  | Palais Omnisports de Paris-Bercy |
| Février 8, 2001   | Manchester          | Angleterre                              | Manchester Evening News Arena    |
| Février 9, 2001   | Londres             | Angleterre                              | London Arena                     |
| Février 10, 2001  | Londres             | Angleterre                              | London Arena                     |

2de édition
États-Unis : Eminem, Papa Roach, Ludacris, Xzibit, The X-Ecutioners and Bionic Jive (jusqu'au 7 août)
Japon : Eminem, 50 Cent, D12, Obie Trice
Europe : Eminem, 50 Cent, Cypress Hill, Xzibit, D12
| Date              | Ville             | Pays       | Venue                                  |
| ----------------- | ----------------- | ---------- | -------------------------------------- |
| Amérique du Nord  |                   |            |                                        |
| Juillet 18, 2002  | Buffalo           | États-Unis | HSBC Arena                             |
| Juillet 19, 2002  | Hartford          | États-Unis | ctnow.com Meadows Music Theatre        |
| Juillet 20, 2002  | Scranton          | États-Unis | Ford Pavilion at Montage Mountain      |
| Juillet 21, 2002  | Bristow           | États-Unis | Nissan Pavilion at Stone Ridge         |
| Juillet 22, 2002  | East Rutherford   | États-Unis | Continental Airlines Arena             |
| Juillet 25, 2002  | Camden            | États-Unis | Tweeter Center at the Waterfront       |
| Juillet 26, 2002  | Wantagh           | États-Unis | Tommy Hilfiger at Jones Beach Theater  |
| Juillet 27, 2002  | Mansfield         | États-Unis | Tweeter Center for the Performing Arts |
| Juillet 30, 2002  | Cleveland         | États-Unis | CSU Convocation Center                 |
| Juillet 31, 2002  | Noblesville       | États-Unis | Verizon Wireless Music Center          |
| Août 1, 2002      | Rosemont          | États-Unis | Allstate Arena                         |
| Août 2, 2002      | Saint Paul        | États-Unis | Xcel Energy Center                     |
| Août 5, 2002      | Nampa             | États-Unis | Idaho Center Arena                     |
| Août 6, 2002      | Tacoma            | États-Unis | Tacoma Dome                            |
| Août 7, 2002      | Portland          | États-Unis | Rose Garden                            |
| Août 10, 2002     | Wheatland         | États-Unis | AutoWest Amphitheatre                  |
| Août 11, 2002     | Mountain View     | États-Unis | Shoreline Amphitheatre                 |
| Août 12, 2002     | Fresno            | États-Unis | Selland Arena                          |
| Août 15, 2002     | Chula Vista       | États-Unis | Coors Amphitheatre                     |
| Août 16, 2002     | San Bernardino    | États-Unis | Blockbuster Pavilion                   |
| Août 17, 2002     | Las Vegas         | États-Unis | Thomas & Mack Center                   |
| Août 20, 2002     | Phoenix           | États-Unis | America West Arena                     |
| Août 21, 2002     | Albuquerque       | États-Unis | Tingley Coliseum                       |
| Août 22, 2002     | Greenwood Village | États-Unis | Fiddler's Green Amphitheatre           |
| Août 24, 2002     | Maryland Heights  | États-Unis | UMB Bank Pavilion                      |
| Août 25, 2002     | Bonner Springs    | États-Unis | Verizon Wireless Amphitheater          |
| Août 31, 2002     | Tampa             | États-Unis | Ice Palace                             |
| Septembre 1, 2002 | Sunrise           | États-Unis | National Car Rental Center             |
| Septembre 4, 2002 | Atlanta           | États-Unis | HiFi Buys Amphitheatre                 |
| Septembre 8, 2002 | Auburn Hills      | États-Unis | The Palace of Auburn Hills             |
| Asie              |                   |            |                                        |
| Mai 23, 2003      | Chiba             | Japon      | Makuhari Event Hall                    |
| Mai 24, 2003      | Chiba             | Japon      | Makuhari Event Hall                    |
| Europe            |                   |            |                                        |
| Juin 13, 2003     | Essen             | Allemagne  | Georg-Melches-Stadion                  |
| Juin 15, 2003     | Hambourg          | Allemagne  | AOL Arena                              |
| Juin 17, 2003     | Amsterdam         | Pays-Bas   | Amsterdam Arena                        |
| Juin 18, 2003     | Amsterdam         | Pays-Bas   | Amsterdam Arena                        |
| Juin 19, 2003     | Paris             | France     | Palais Omnisports de Paris-Bercy       |
| Juin 21, 2003     | Milton Keynes     | Angleterre | National Bowl                          |
| Juin 22, 2003     | Milton Keynes     | Angleterre | National Bowl                          |
| Juin 23, 2003     | Milton Keynes     | Angleterre | National Bowl                          |
| Juin 24, 2003     | Glasgow           | Écosse     | Hampden Park                           |
| Juin 26, 2003     | Comté de Kildare  | Irlande    | Punchestown Racecourse                 |
| Juin 27, 2003     | Comté de Kildare  | Irlande    | Punchestown Racecourse                 |

3e édition
Eminem, 50 Cent, Lil Jon & The East Side Boyz, G-Unit, D12, Obie Trice, Stat Quo, Lil Scrappy, Pitbull, Ludacris (remplace 50 Cent lors des 2 premiers concerts)
| Date             | Ville               | Pays       | Salle                          |
| ---------------- | ------------------- | ---------- | ------------------------------ |
| Amérique du Nord |                     |            |                                |
| Juillet 7, 2005  | Noblesville         | États-Unis | Verizon Wireless Music Center  |
| Juillet 8, 2005  | Columbus            | États-Unis | Germain Amphitheater           |
| Juillet 11, 2005 | Tinley Park         | États-Unis | Tweeter Center Chicago         |
| Juillet 12, 2005 | Tinley Park         | États-Unis | Tweeter Center Chicago         |
| Juillet 14, 2005 | Denver              | États-Unis | Pepsi Center                   |
| Juillet 17, 2005 | Auburn              | États-Unis | White River Amphitheatre       |
| Juillet 19, 2005 | San Jose            | États-Unis | HP Pavilion at San Jose        |
| Juillet 20, 2005 | San Jose            | États-Unis | HP Pavilion at San Jose        |
| Juillet 22, 2005 | Chula Vista         | États-Unis | Coors Amphitheatre             |
| Juillet 23, 2005 | San Bernardino      | États-Unis | Hyundai Pavilion               |
| Juillet 24, 2005 | Las Vegas           | États-Unis | Thomas & Mack Center           |
| Juillet 26, 2005 | Phoenix             | États-Unis | Cricket Pavilion               |
| July 28, 2005    | Dallas              | États-Unis | Smirnoff Music Centre          |
| Juillet 29, 2005 | Selma (San Antonio) | États-Unis | Verizon Wireless Amphitheater  |
| Juillet 31, 2005 | Atlanta             | États-Unis | HiFi Buys Amphitheatre         |
| Août 1, 2005     | Tampa               | États-Unis | Ford Amphitheatre              |
| Août 2, 2005     | West Palm Beach     | États-Unis | Sound Advice Amphitheatre      |
| Août 5, 2005     | Bristow             | États-Unis | Nissan Pavilion at Stone Ridge |
| Août 6, 2005     | Camden              | États-Unis | Lincoln Financial Field        |
| Août 8, 2005     | New York City       | États-Unis | Madison Square Garden          |
| Août 9, 2005     | New York City       | États-Unis | Madison Square Garden          |
| Août 10, 2005    | Mansfield           | États-Unis | Tweeter Center                 |
| Août 12, 2005    | Detroit             | États-Unis | Comerica Park                  |
| Août 13, 2005    | Detroit             | États-Unis | Comerica Park                  |

Concerts annulés et reprogramés
| Novembre 15, 2000  | Vancouver, Canada         | General Motors Place        | Cancelled |
| Septembre 1, 2005  | Hambourg, Allemagne       | Trabrennbahn Bahrenfeld     | Annulé    |
| Septembre 2, 2005  | Copenhague, Danemark      | Parken Stadium              | Annulé    |
| Septembre 3, 2005  | Gothenburg, Suède         | Ullevi                      | Annulé    |
| Septembre 5, 2005  | Gelsenkirchen, Allemagne  | Veltins-Arena               | Annulé    |
| Septembre 6, 2005  | Amsterdam, Pays-Bas       | Amsterdam Arena             | Annulé    |
| Septembre 7, 2005  | Paris, France             | Stade de France             | Annulé    |
| Septembre 9, 2005  | Milton Keynes, Angleterre | National Bowl               | Annulé    |
| Septembre 10, 2005 | Milton Keynes, Angleterre | National Bowl               | Annulé    |
| Septembre 12, 2005 | Édinbourg, Écosse         | Murrayfield Stadium         | Annulé    |
| Septembre 14, 2005 | Manchester, Angleterre    | Old Trafford Cricket Ground | Annulé    |
| Septembre 15, 2005 | Manchester, Angleterre    | Old Trafford Cricket Ground | Annulé    |
| Septembre 17, 2005 | Slane, Irlande            | Slane Castle                | Annulé    |

### 2013
In December 2012, it was confirmed that Eminem would finally perform at Slane Castle in Ireland on August 17, 2013, 8 years after cancelling the European part of the 2005 tour.

## DVD
Trois DVDs ont été tirés de cette tournée, All Access Europe, Eminem Presents The Anger Management Tour et Eminem Live From New York. Le premier est sorti le 12 juin 2002 et reprend la tournée du rappeur en février 2001. Le DVD est divisé en huit parties reprenant chacune un concert (Hambourg, Oslo, Stockholm, Amsterdam, Bruxelles, Paris, Manchester et Londres). Les deux autres DVDs sont respectivement sorties le 4 juillet 2005 et le 13 novembre 2007.